# Coleonema virgatum
Coleonema virgatum är en vinruteväxtart som först beskrevs av Schlechtd., och fick sitt nu gällande namn av Eckl. & Zeyh.. Coleonema virgatum ingår i släktet Coleonema och familjen vinruteväxter. Inga underarter finns listade i Catalogue of Life.